# Macrolepiota fuliginosa
Macrolepiota fuliginosa är en svampart som först beskrevs av Barla, och fick sitt nu gällande namn av Marcel Bon 1977. Macrolepiota fuliginosa ingår i släktet Macrolepiota och familjen Agaricaceae.  Artens status i Sverige är: Ej påträffad. Inga underarter finns listade i Catalogue of Life.
I den svenska databasen Dyntaxa används istället namnet Macrolepiota permixta för samma taxon. Arten är reproducerande i Sverige.